# Суковкін Михайло Акінфійович
Михайло Акінфійович Суковкін (7 листопада 1857, Санкт-Петербург, Російська імперія — 11 листопада 1938, Ментона, Французька республіка) — київський губернський комісар (1917), посол УНР в Османській імперії (1918-1919).

## Життєпис
Народився 7 листопада 1857 у сім'ї таємного радника, керуючого справами Комітету міністрів А. П. Суковкіна (1809—1860). Походив з старовинного російського дворянського роду.
У 1877 р. закінчив Імператорський Царськосільський ліцей. Камергер, дійсний статський радник.
З 1916 р. — голова Київської губернської земської управи.
По революції — Київський губернський комісар (до вересня 1917), був у добрих стосунках з українськими національними колами.
Посол Української Держави й УНР в Османській імперії (1918-1919).
З занепадом гетьманату зайняв ворожу позицію до української державності.
З 1921 жив в еміграції у Франції.
З 1923 завідував Російським будинком у Ментоні. Член Об'єднання колишніх вихованців Імператорського Олександрівського ліцею (секція півдня Франції). Секретар російського православного Братства Св. Анастасії Узорішительниці в Ментоні.
Помер 11 листопада 1938 у Ментоні, Франція.

## Родина
Дружина — Ольга Костянтинівна Суковкіна. Шлюб: 18 квітня (ст.с.) 1893 р. церква Різдва Пресвятої Богородиці с.Богданівка Новгород-Сіверський повіт Чернігівська губернія.
Діти — Михайло (2(14).10.1897 - ?), Олексій (10(22).10.1898 - ?), Марина (25.03.(7.04)1901 - 1951), Костянтин (19.03.(1.04.)1903 - 26.10.1990).